# Leiningen-Dagsburg
Leiningen-Dagsburg fou una línia comtal sorgida per la divisió de 1317 dels comtats de Leiningen i Dagsburg. Es va subdividir el 1343 i van sorgir les línies Leiningen-Rickingen i Leiningen-Hartenburg. Aquesta línia és coneguda com a vella o antiga.
Una nova línia comtal de Leiningen-Dagsburg (coneguda com la línia nova) va sorgir el 1658 per la divisió del comtat de Leiningen-Falkenburg. Aquesta línia es va extingir el 1709 i va passar a Leiningen-Guntersblum i el 1774 a Leiningen-Hartenburg.

## Comtes de Leiningen-Dagsburg
- Línia antiga

- - Jofré I 1317-1343

- Línia nova

- - Emich Cristià 1658-1702
  - Frederick 1702-1709